# Полиспаст

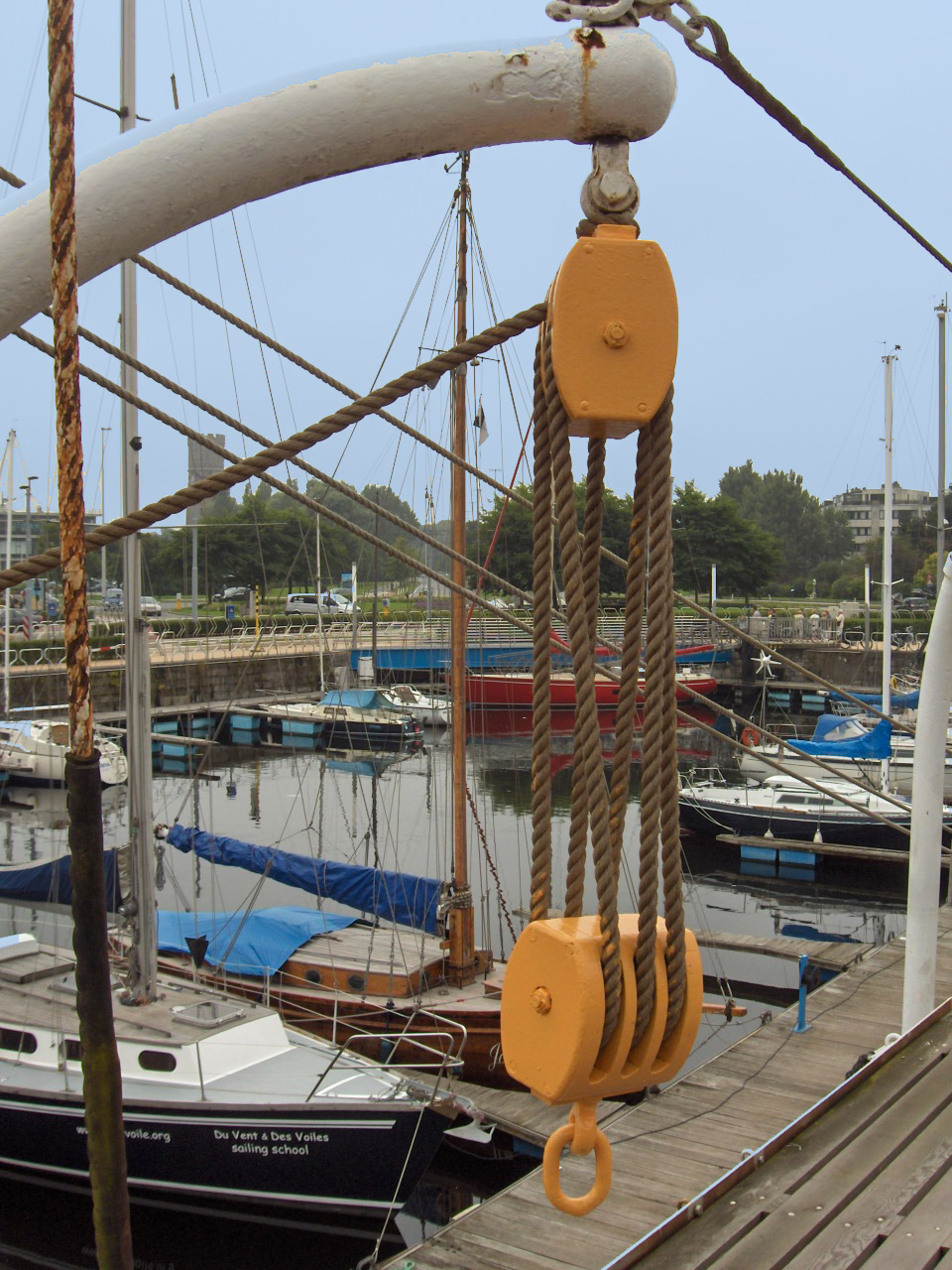
Шлюпбалка с полиспастом для спуска на воду и подъёма шлюпок на борт

Полиспа́ст (др.-греч. πολύσπαστον, от πολύσπαστον — «многотяг») — натягиваемая многими тросами таль (грузоподъёмное устройство), состоящая из собранных в подвижную и неподвижную обоймы блоков, последовательно огибаемых канатом (или цепью), и предназначенная для выигрыша в силе (силовой полиспаст) или скорости (скоростной полиспаст).

## Общие сведения
Определение сопротивлений в неподвижных блоках.
Скорость каната при огибании неподвижного блока не меняется. При движении каната неподвижный блок приводится во вращение силами трения, возникающими между канатами и ручьём (канавкой) блока.
При этом натяжение S2 сбегающей ветви каната будет больше натяжения S1 набегающей ветви на сопротивление жёсткости каната и сопротивление трения в подшипниках блока:
S2 = S1 + Wж + Wоп,
где:
- Wж — сопротивление жёсткости каната, приведённое к ободу блока;
- Wоп — сопротивление в подшипниках блока, приведённое к ободу блока[4].

В этой формуле не учтено дополнительное сопротивление трения каната о реборду блока в момент набегания и сбегания каната, возникающее при отклонении каната от плоскости блока.
Вследствие жёсткости канат при набегании на блок не сразу входит в его ручей, а при сбегании не сразу приобретает прямолинейное положение.

## Силовые полиспасты

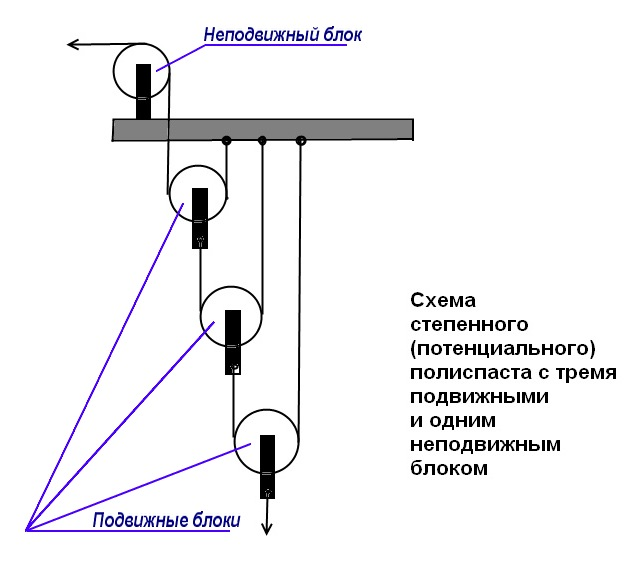
Пример схемы степенного (потенциального) полиспаста

В силовом полиспасте груз подвешивается к подвижной обойме, а тяговое усилие прикладывается к ветви каната, сбегающей с последнего из последовательно огибаемых канатом блоков. Сила натяжения каната (без учёта потерь на трение) определяется как частное от деления массы груза на кратность полиспаста (под кратностью полиспаста понимается число ветвей каната, на которые распределяется груз).

## Скоростные полиспасты
Скоростной полиспаст — по существу обращённый силовой полиспаст, то есть усилие (обычно от гидравлического или пневматического силового цилиндра) прикладывается к подвижной обойме, а груз подвешивается к сбегающему концу каната. Выигрыш в скорости при использовании такого полиспаста получается в результате увеличения высоты подъёма груза, которая равна произведению хода поршня силового цилиндра на кратность полиспаста.
Во многих кранах по конструктивным соображениям механизм подъёма груза расположен не над крюковой обоймой. В этом случае появляется необходимость в установке между полиспастом и барабаном неподвижных направляющих блоков.
Наибольшее применение в грузоподъёмных машинах находят:
- Одинарные силовые полиспасты. В одинарных — один конец каната закреплён на барабане, другой на неподвижной части конструкции крана или крюковой обойме, барабан имеет нарезку в одну сторону[4].

Отношение скорости в ветви (для одинарных полиспастов) каната, набегающей на барабан, к скорости подъёма груза называют «кратностью» полиспаста. Её обозначают буквой «а». Недостатком схем одинарных полиспастов является нежелательное изменение нагрузки, действующей на опоры барабана при подъёме или опускании груза.
- Сдвоенные силовые полиспасты. Сдвоенные: оба конца закреплены на барабане; барабан имеет нарезку в правую и левую стороны. Такие полиспасты можно рассматривать как два одинарных. Сдвоенный полиспаст имеет верхний блок, называемый «уравнительным». Он предназначен для выравнивания длины ветвей каната при неравномерном их вытягивании. Уравнительный блок может быть заменён рычагом. При этом вместо одного каната устанавливаются 2, что особенно выгодно в механизмах с большой кратностью, для которых требуются канаты большой длины. При чётной кратности уравнительный блок расположен на неподвижной оси, при нечётной кратности — на подвижной оси крюковой обоймы[4].

## Применение

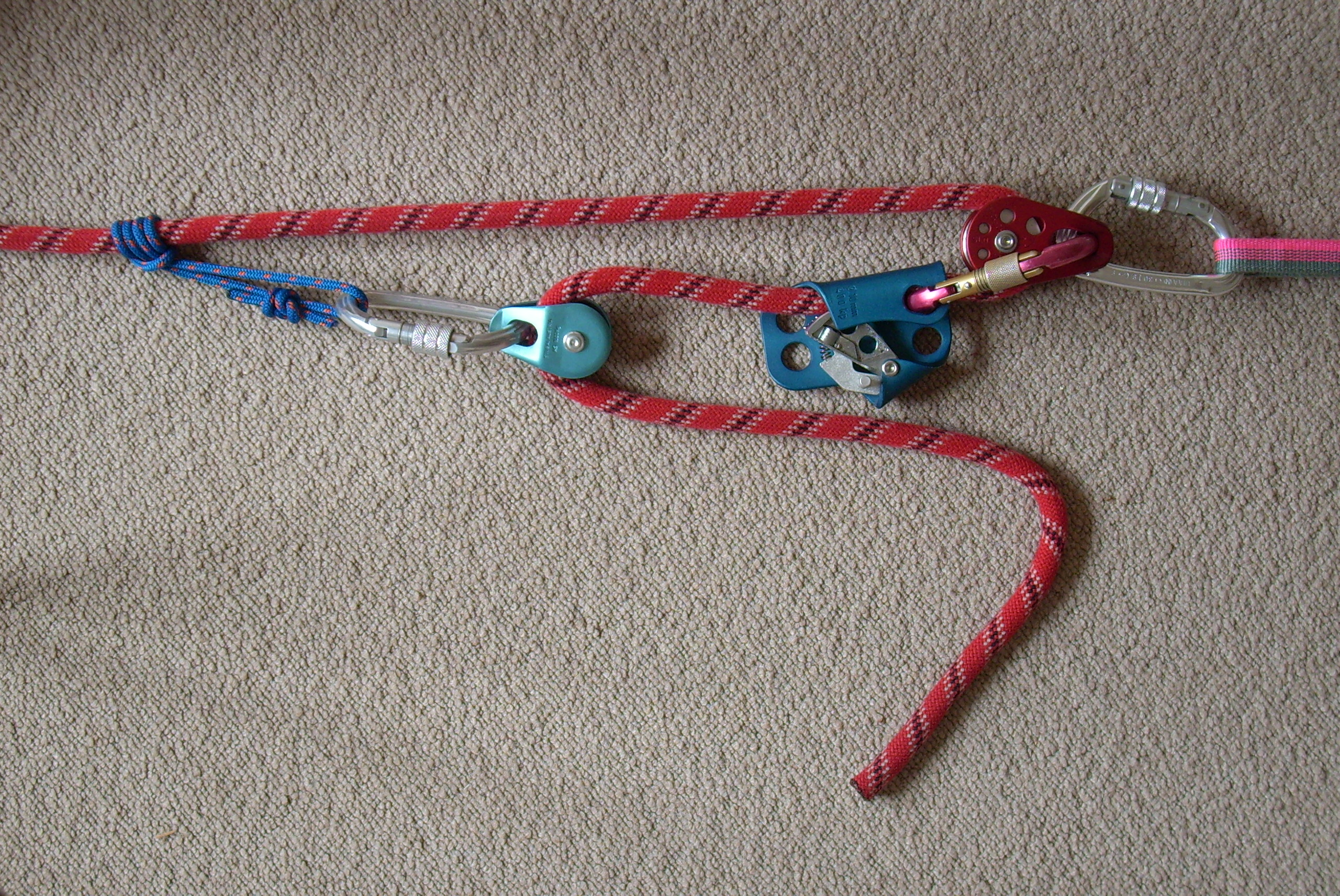
Простой полиспаст в альпинизме

Крюковая подвеска с полиспастом

- Скоростной полиспаст является частью механизмов подъёма и изменения вылета стрелы подъёмных кранов и такелажных приспособлений. Самостоятельно полиспаст может применяться для подъёма (опускания) небольших грузов (например, шлюпок на судах)[2].
- Сдвоенные силовые полиспасты имеют широкое применение в механизмах подъёма многих кранов — мостовых, консольных, козловых и других, где постоянство давлений на опоры барабана во время подъёма или спуска груза важно для обеспечения равномерной загрузки металлоконструкции моста под обоими рельсами[4].
- В горном туризме и альпинизме силовой полиспаст применяют для натяжения перил и переправы, для подъёма пострадавшего (например, провалившегося в трещину). Используют систему из схватывающих узлов), также используют узлы: Гарда[5], Прусика[6], дубовый[7], мини-полиспаст[8]. В промышленном альпинизме этот же принцип используют в такелажных работах при подъёме конструкций. Оригинальным решением специфического альпинистского полиспаста является полиспаст Мунтера[9].
- Степенной полиспаст применяется при электрификации железных дорог для натяжения проводов контактной сети.
- Небольшие силовые полиспасты используются для натяжения подвесных кабелей связи и силовых кабелей, а также несущих тросов при строительстве подвесных линий по столбам и по крышам домов, мускульная сила человека обычно не позволяет натянуть большой пролёт кабеля достаточно сильно.
- Полиспаст может использоваться для вытягивания застрявшего в грунте автомобиля, если у автомобиля нет лебёдки с приводом от двигателя.